# Принцип «витягнутої руки»
При́нцип «ви́тягнутої руки́» (також відомий як принцип «на відстані витягнутої руки», з англ. arm's length principle) — принцип, за яким прибуток, оподатковуваний податком на прибуток, у контрольованих у розумінні трансфертного ціноутворення операціях або за аналогією з ними в операціях через постійні представництва відповідає цьому принципу, якщо умови зазначених операцій, зокрема їх ціна, не відрізняються від умов, що застосовуються між непов'язаними особами у співставних неконтрольованих операціях. 
Офіційне закріплення принципу «витягнутої руки» наведено в п. 1 ст. 9 Модульної (типової) податкової конвенції ОЕСР стосовно податків на доходи та капітал.

## Сутність
Цей принцип звичайно застосовується, коли підприємство здійснює господарську діяльність на території іншої держави через постійне представництво. Прибутки, одержані підприємством внаслідок операцій, пов'язаних з постійним представництвом, за загальним правилом оподатковуються в країні, де така діяльність здійснюється. 
Тобто застосовується фікція, ніби постійне представництво є самостійним підприємством і що таке підприємство є незалежним від решти підприємства, частиною якого воно є. Це потребує складання окремої звітності щодо діяльності постійного представництва. Підприємство далі може відповідно зменшити розмір податків, які воно сплачує в країні, де воно зареєстроване, на підставі конвенції про уникнення подвійного оподаткування, укладеної між державами, зазвичай у тій чи іншій мірі за зразком модельної конвенції ОЕСР. 
Утім держава може оподатковувати прибутки своїх резидентів з операцій із контрольованими іноземними компаніями.

## В Україні
У разі отримання документів, які свідчать про невідповідність контрольованої операції принципу «витягнутої руки», контролюючий орган має провести документальну позапланову податкову перевірку. У 2019 році в Україні розширили та деталізували права податкових органів при проведенні перевірок дотримання принципу «витягнутої руки», зокрема передбачено можливість надсилати запити до всіх контрагентів у ланцюгу операцій і компетентних органів іноземних держав і проводити зустрічі з платником податків стосовно методології визначення відповідності господарських операцій принципу «витягнутої руки».
До 31 грудня 2020 року замість застосування принципу «витягнутої руки» у разі неможливості визначити шляхом прямого підрахунку прибуток, отриманий нерезидентом через постійне представництво в Україні, оподатковуваний прибуток визначався контролюючим органом як різниця між доходом та витратами, визначеними шляхом застосування до суми отриманого доходу коефіцієнта 0,7.
З огляду на оподаткування фінансового результату постійного представництва податком на прибуток, операції перерахування коштів між рахунками постійного представництва та рахунками підприємства за кордон чи з-за кордону самі по собі не створюють об'єкта оподаткування податком на прибуток. Якщо ж дохід з джерелом походження з України, який постійне представництво виплачує нерезиденту не був визначений з дотриманням принципу «витягнутої руки» або не був оподаткований податком на прибуток в Україні, то при виплаті такого доходу постійне представництво має утримати податок на репатріацію в розмірі 15 %, якщо менший розмір не передбачений відповідною конвенцією про уникнення подвійного оподаткування. Як наслідок, визнання особи постійним представництвом за законодавством України без відповідної реєстрації має призводити до оподаткування прибутку податком на репатріацію за ставкою 15 % без можливості застосування знижених ставок, які можуть бути передбачені відповідними конвенціями про уникнення подвійного оподаткування. Коли резидент перераховує дохід постійному представництву, то податок на репатріацію не утримується.
В Україні ціни в неконтрольованих у розумінні трансфертного ціноутворення операціях з експорту необоротних активів, робіт або послуг нерезидентам з «низькоподаткових юрисдикцій» також можуть визначати за принципом «витягнутої руки», щоб не збільшувати фінансовий результат для оподаткування податком на прибуток на суму в розмірі 30 % вартості таких необоротних активів, робіт, послуг в операціях, які мали місце починаючи з 23 травня 2020 року, коли почала діяти вимога про таке коригування. Обов'язок щодо застосування податкових різниць стосується платників податків, річний оборот за 2020 і наступні роки яких перевищує 40 млн гривень.
Операції з пов'язаними компаніями звичайно не враховують при визначенні обґрунтованості цін імпортера в рамках антидемпінгового дослідження, оскільки вони можуть не відповідати принципу «витягнутої руки».